# The Cure for Insomnia
The Cure for Insomnia è un film del 1987 diretto da John Henry Timmis IV. È stato il film più lungo della storia, con una durata di 5.220 minuti (circa 87 ore), superato poi da Matrjoschka nel 2006.
È stato mostrato per intero alla School of the Art Institute of Chicago, dal 31 gennaio al 3 febbraio 1987, durante una mostra.

## Trama
L'artista L.D. Groban legge il suo A Cure for Insomnia, un poema di 4.080 pagine, nel corso di tre giorni e mezzo. Occasionalmente, compaiono frammenti di video musicali heavy metal e sequenze tratte da film pornografici.